# ジム・クラーク (レーサー)
ジェームズ・"ジム"（"ジミー"）・クラーク・ジュニア（James "Jim" ("Jimmy") Clark, Jr.、OBE、1936年3月4日 - 1968年4月7日）は、イギリス・スコットランド出身のレーシングドライバー。フライング・スコット（天駆けるスコットランド人）の異名を持つ。
F1の歴史において最も優れたドライバーのひとりに数えられ、天性の速さの資質においてアイルトン・セナと並び称されている。

## プロフィール
スコットランド、ファイフ半島キルメニーの農家に4人の姉を持つ末っ子として生まれ、6歳の時、イングランドに近いボーダー地方のチャーンサイドへ引っ越す。牧童として働きながら草レース・チーム「ボーダー・リーヴァーズ」で活動しているうちに、ロータスの創始者コーリン・チャップマンに見出され、1960年に同チームからF1にデビューした。

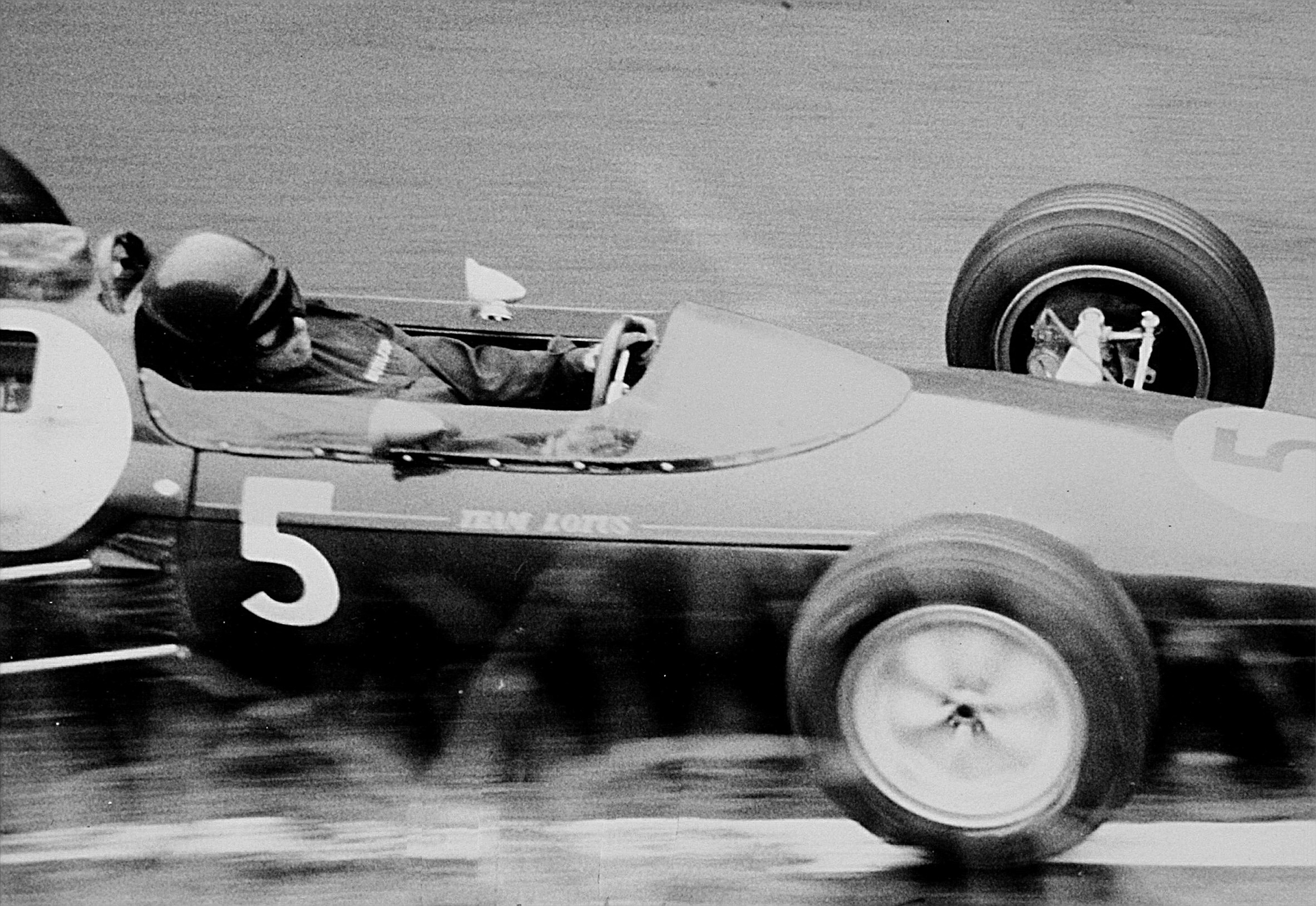
ロータス・25に乗るクラーク（1962年ドイツGPにて）

1962年には、バスタブ型のモノコック構造を初めて取り入れたロータス・25で、9戦中6回のポールポジション、3度の優勝という活躍を見せた。BRMのグラハム・ヒルとドライバーズ・チャンピオンシップを争ったが、最終戦南アフリカGPでエンジン部品の脱落によりリタイヤしてしまいチャンピオンになれなかった。
翌1963年には熟成した25を駆り、10戦中7回のポールポジション、7勝で開幕戦モナコGP以外は全て表彰台という圧倒的な強さで初のチャンピオンに輝いた。1シーズン7勝は、1988年にアイルトン・セナが8勝（年16戦）するまで、1シーズン最多勝記録だった（アラン・プロストが1984年と1988年に、いずれも年16戦でクラークに並ぶ7勝を挙げている）。獲得ポイントは全10戦中6戦の有効ポイント制でフルマークとなる54点（優勝9点×6戦）を超える73点だった。同時にロータスも初のコンストラクターズチャンピオンを獲得した。また、アメリカ最大のビッグレースであるインディ500に初出場し、優勝者のパーネリ・ジョーンズと僅差の2位という成績を残した。

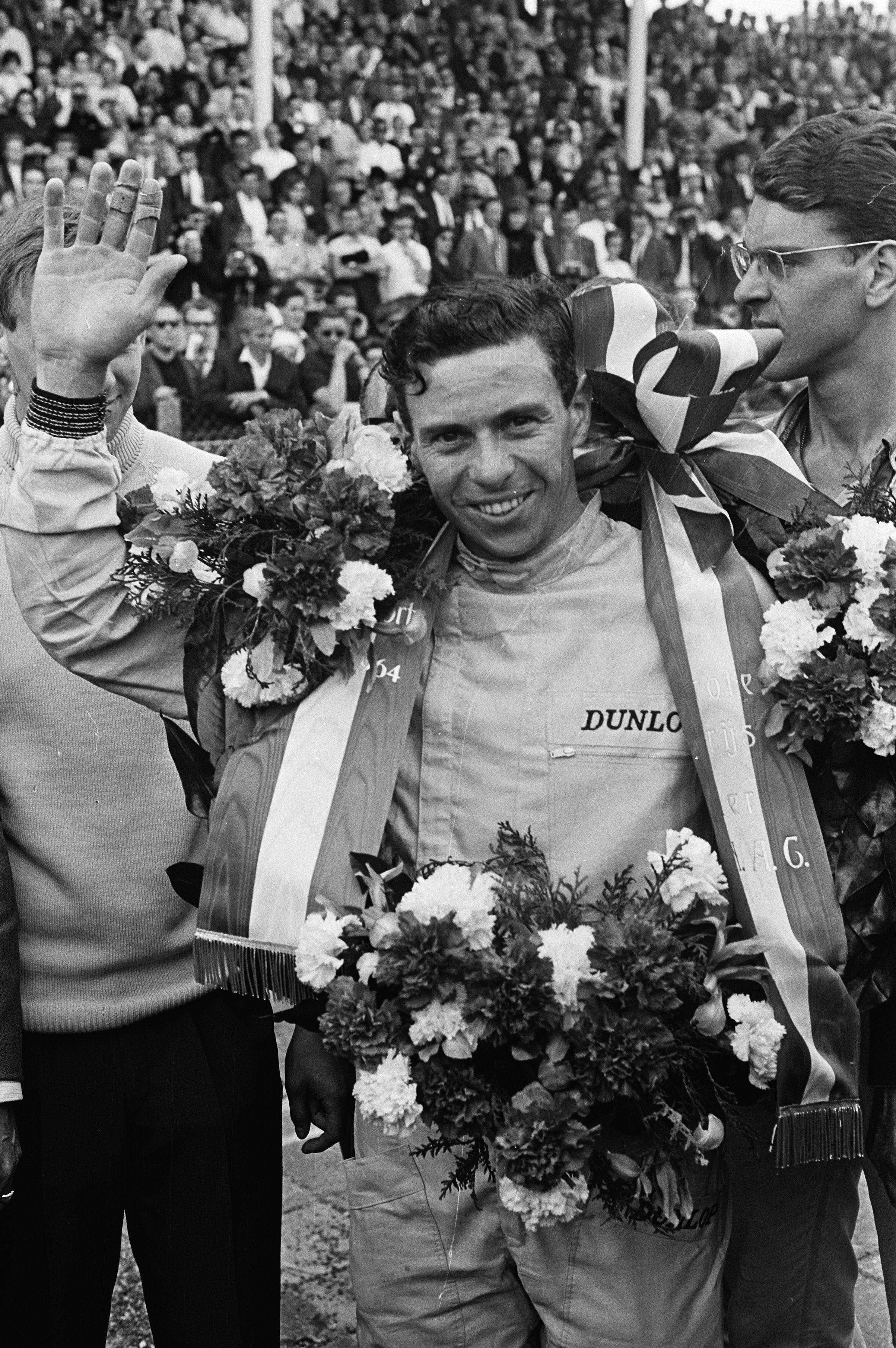
1964年オランダGPで優勝したクラーク

1964年はシーズン中盤のドイツGPから投入したロータス・33の信頼性が低かったこともあって3戦連続リタイアした。それでもフェラーリのジョン・サーティース、BRMのヒルとチャンピオンを争い、最終戦メキシコGPでも残り2周までトップを走り、2年連続チャンピオンはほぼ決定と思われたが、オイルパイプのトラブルでストップしてしまい、チャンピオンを逃した。インディ500ではポールポジションを獲得したが、レース序盤にサスペンション・トラブルでリタイアした。
1965年はクラークとロータスがレース界を席巻した年となった。F1ではインディ500出場のため欠場した第2戦モナコGPを除き、開幕戦南アフリカGPから第7戦ドイツGPまで全てのレースで優勝し、3戦を残して2度目のチャンピオンが決定した。この年も再び有効ポイント制でフルマークとなる54点を獲得した。さらにロータス・38で出場したインディ500でもポールポジションから独走優勝を果たし、史上初めてインディ500とF1タイトルの同時制覇を成し遂げた。このインディ制覇は、インディ500におけるそれまでのフロントエンジン車に代わる初のミッドシップエンジン車による勝利、1916年以来のアメリカ人以外による優勝など、いくつかの「初」ないし「数十年ぶり」の達成を伴った。
1966年はレギュレーション改定でエンジン排気量が1.5リットルから3リットルに変更されたが、ロータスはこれに十分対応できず、開幕戦モナコGPから第6戦までは排気量1.5リットルを2リットル化したコヴェントリー・クライマックス・エンジンを搭載した33、第7戦イタリアGPから最終戦メキシコGPまではBRMのH型16気筒エンジンという「珍品」を搭載したロータス・43を持ち出すなどしたため、クラークは1勝に止まった。この年の3月には富士スピードウェイの開業イベントの来賓、10月には「インディアナポリス・インターナショナル・チャンピオン・レース」（通称「日本インディ」）の出場者として2度来日している。

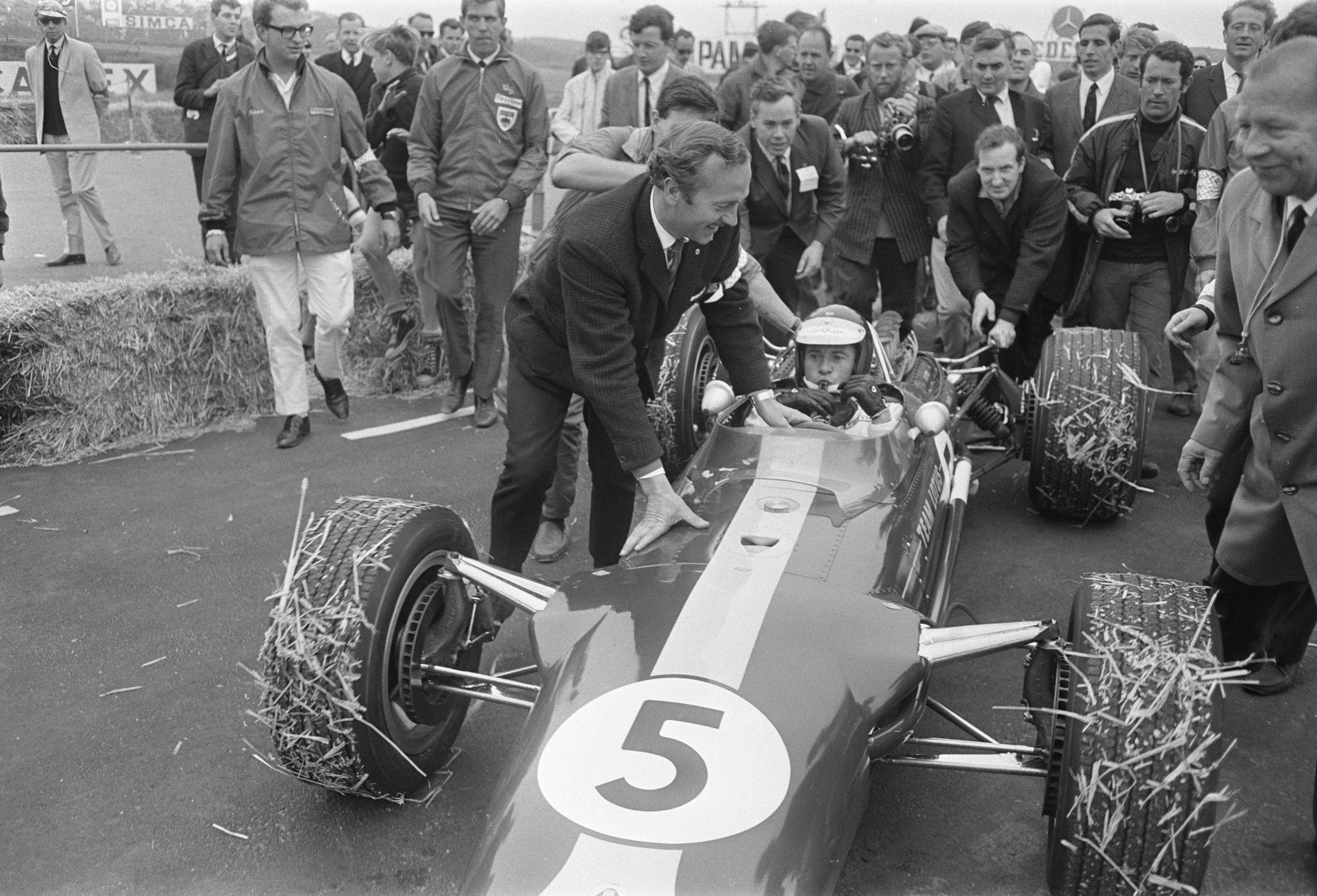
ロータス・49のデビューウィンを果たしたクラーク（1967年オランダGP）

ロータスとコスワースはイギリス・フォードの支援の下、1967年に向けてひそかにフォード・コスワース・DFVエンジンを開発。このエンジンを搭載したロータス・49のデビュー戦1967年オランダGPで優勝するなど、この年クラークは4勝をあげた。第9戦イタリアGPでは、トップを走行中に右後輪のパンクで周回遅れとなったクラークは猛然と追い上げて再びトップに立つ走りを見せた（最終ラップでガス欠を起こし3位）。しかしこの年はDFVエンジンの初期トラブルやZF製ギアボックスの信頼性が低く、クラークは5回リタイア（43で1回、33で1回、49で3回）してチャンピオンの座はブラバムのデニス・ハルム（2勝）に譲ったが、F1での通算勝利数を24に伸ばし、歴代1位のファン・マヌエル・ファンジオに並んだ。
1968年は1月1日の開幕戦南アフリカGPで歴代単独1位となる通算25勝を記録。マシンの信頼性も向上し、この年のチャンピオン最有力候補と見られていた。

## 事故死
第2戦スペインGPまでのインターバル中、クラークは4月7日にドイツのホッケンハイムリンクで開催されたヨーロッパF2選手権第2戦に出場した。その第1ヒートの5周目、森の中の右高速コーナーでクラークの乗るロータス・48が突然コースアウトして木に激突し、クラークは事故死した。当時のフォーミュラ・カーにはシートベルトが装着されていなかったため、車から放り出されて頭と首の骨を折り、即死状態だった。32歳没。事故原因は後輪タイヤのバーストといわれているが、完全には特定されていない。
1968年のドライバーズ・チャンピオンはロータスのチームメイトだったグラハム・ヒルが獲得した。ホッケンハイムリンクの事故現場付近に設置された第1シケインは「ジム・クラーク・シケイン」と命名された。また事故現場にはメモリアルが立てられたが、ホッケンハイムリンクの改修により森の中となったため、新コースの第2コーナー付近に移設された。
故郷スコットランド、チャーンサイドに眠るクラークの墓碑には、レーサーとしての業績の前に"FARMER"（農夫）と刻まれている。

## 伝説

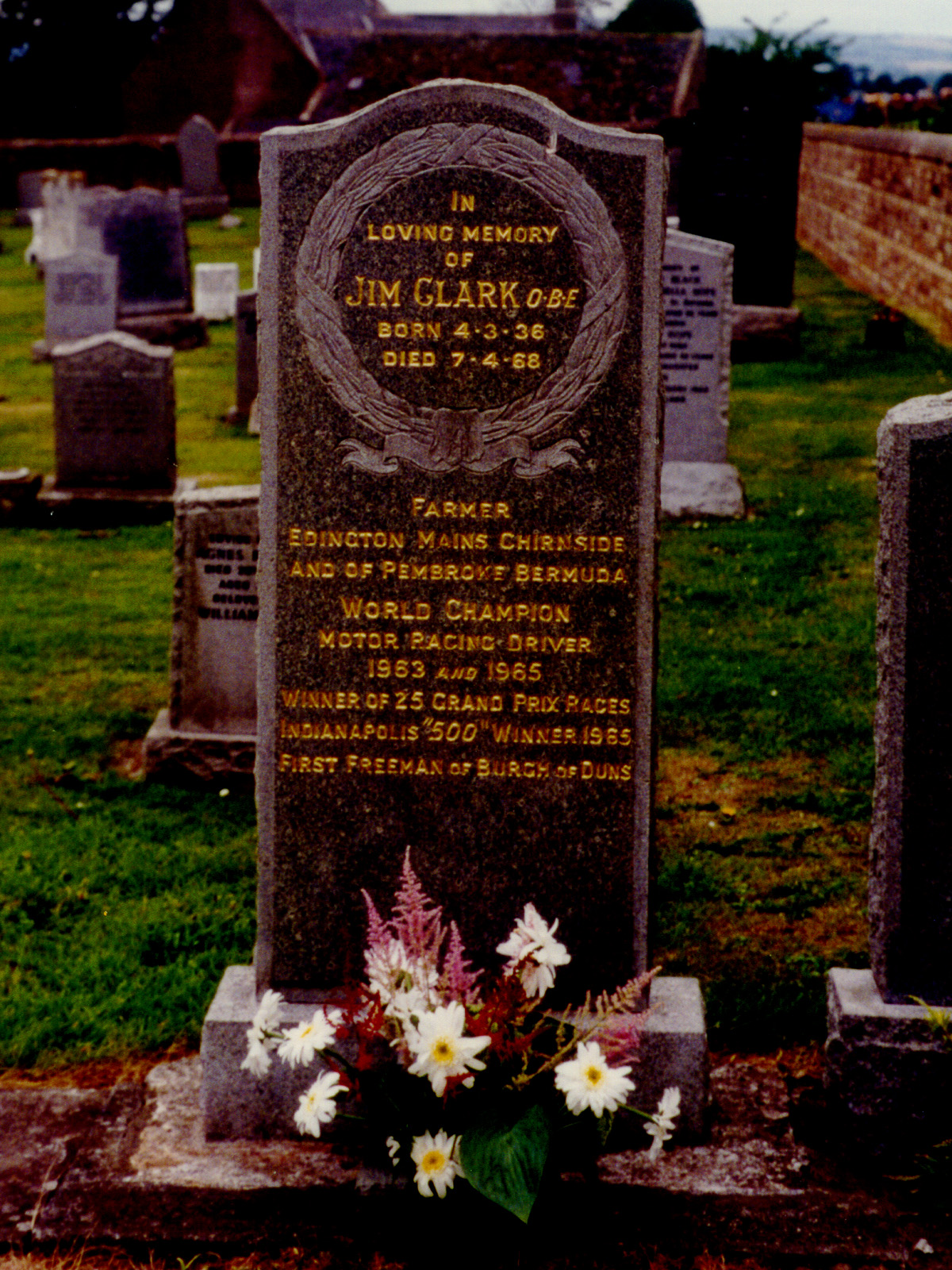
ジム・クラークの墓

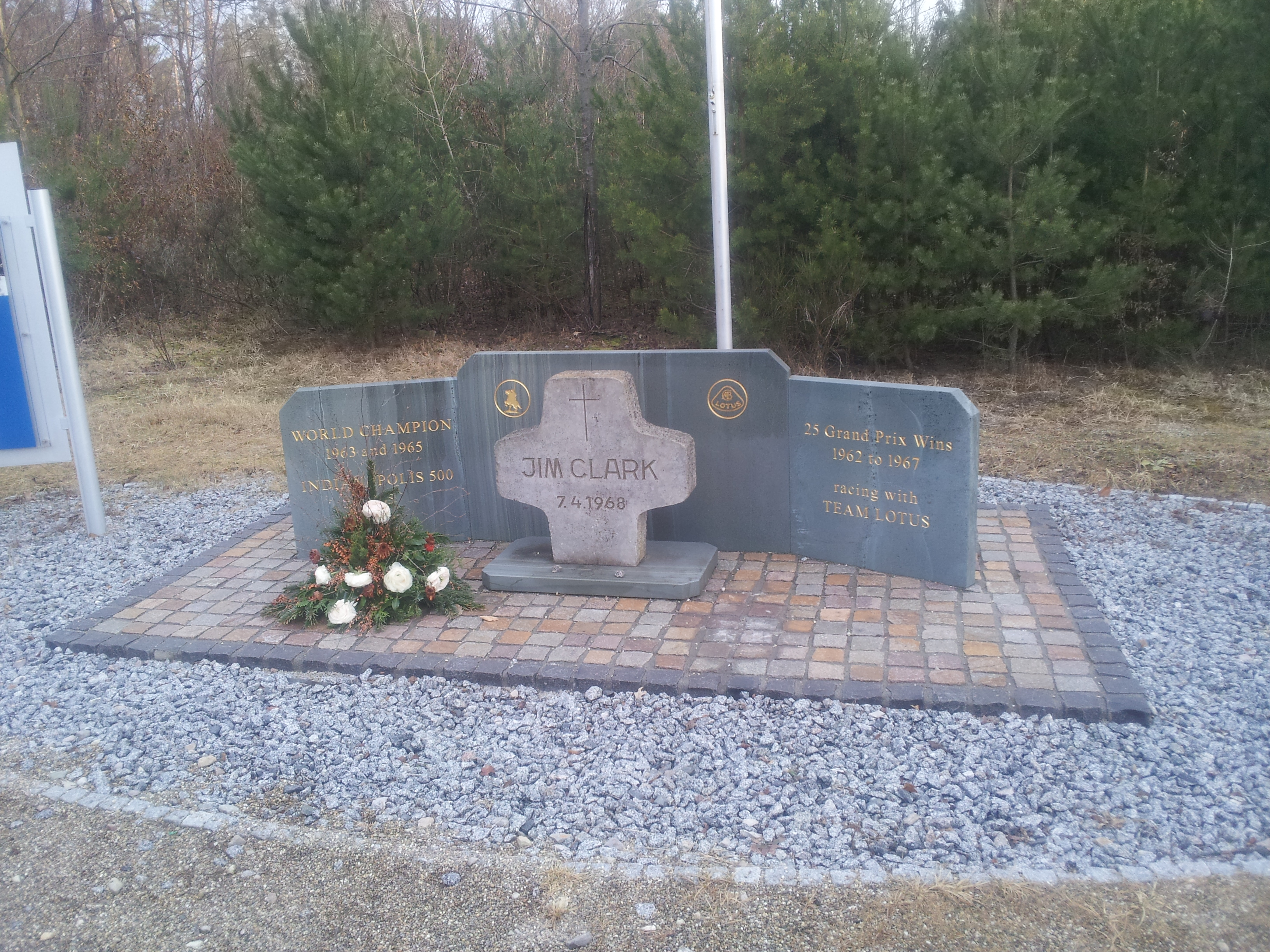
ホッケンハイムリンクにあるジム・クラークのメモリアル

クラークのレーススタイルは予選で断トツのポールポジションを獲得し、決勝レースも1周目から後続を引き離して独走優勝するという先行逃げ切り型だった。ポールポジション通算33回は、1989年にアイルトン・セナに破られるまで歴代1位だった（現在はルイス・ハミルトン、ミハエル・シューマッハ、セナ、セバスチャン・ベッテルに続き、アラン・プロストと並んで歴代5位）。ポールポジション獲得率45.8%（72戦中33回）はファン・マヌエル・ファンジオの56.9%に次ぐ歴代2位。
72回のグランプリに出場して25勝したにもかかわらず、2位は1度しかない。このことは、マシンの軽量化をギリギリまで追求したチャップマンのロータスに乗ったクラークには、マシントラブルでも起きなければ競り勝つことが難しかったことを物語るデータとして、しばしば取り上げられる。しかもクラークのドライビングは、いわゆる「タイヤに優しい走り方」で、同時代の有力ドライバーの誰よりもタイヤを摩耗させなかったという。
典型的なナチュラル・ドライバーとして知られ、不調のマシンでも難なく乗りこなしてしまうため、メカニックに「彼がマシンに乗ると、セッティングが進まない」と言わしめるほど、その才能は高かった。

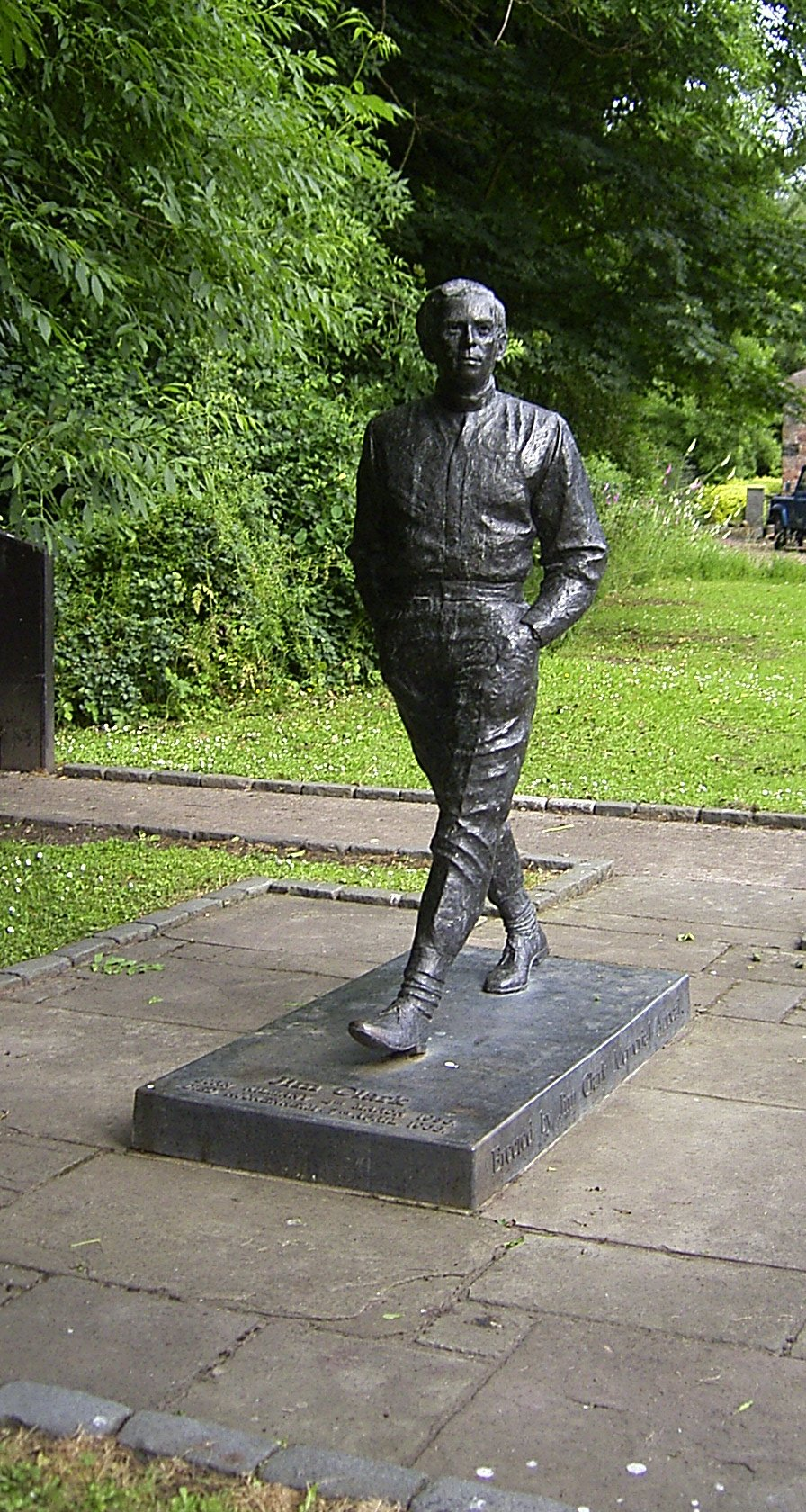
故郷のスコットランド・キルメニーにあるジム・クラークの像

農家の生まれであるクラークの木訥な性格は、華やかなF1の世界にあっても揺らぐことはなかった。あまり酒を飲まず、バーでもジュースで済ませることが多かった。クラークとヒルという二人のチャンピオンの性格の好対照ぶりを物語る逸話がある。1967年のモナコで、チャップマンはクラークとヒルの二人に小遣いを渡し、カジノで存分に遊んでくるよう促した。しばらくしてチャップマンはまずヒルに会った。するとヒルはとっくに貰った金を使い果たしていた。次いでクラークに会ったチャップマンが調子を聞くと、クラークはまだ金には全く手をつけていなかったという。
そんな木訥な彼の性格は、チャップマンに「いつまでも田舎の兄ちゃん」と言わしめ、彼を大事に扱い、公私に渡って面倒をみたという。チャップマンは「彼は、ナンバーワンであり、しかもパーフェクトだった」と最高の賛辞を送り、彼の死においては深く悲しみ、慟哭したほどである。
ロータスは1968年南アフリカGPの後、ナショナルカラーの緑色に替わってゴールドリーフ・タバコのスポンサーカラーに塗られるようになり、クラークも同年のタスマンシリーズにはゴールドリーフカラーの「ロータス・49T」で出場し、事故死したF2レースでのマシンも同様だった。しかしF1でロータスがスポンサーカラーに塗られたのはクラーク死後の第2戦スペインGPからで、そのためにナショナルカラー時代を象徴する最後のF1ドライバーともなった。

## ジム・クラークカップ
1989年のターボエンジンの禁止に先駆けて、1987年より3.5リッター自然吸気 (NA) エンジンの使用が認められた際、全面移行となる前の1988年までの間、NAエンジンユーザーのためのタイトルが設けられた。ドライバーズタイトルとして、すでに伝説のドライバーとなっていたジム・クラークの名前を冠した。
一方コンストラクターズタイトルは、クラークが長年所属していたロータスの創始者である、チャップマンの名前が冠された。

## レース戦績

### ル・マン24時間レース
| 年     | チーム                 | コ・ドライバー       | 車両                                     | クラス | 周回数 | 総合順位 | クラス順位 |
| ------ | ---------------------- | -------------------- | ---------------------------------------- | ------ | ------ | -------- | ---------- |
| 1959年 | ボーダー・リーヴァース | ジョン・ウィットモア | ロータス・エリート Mk.14・クライマックス | GT 1.5 | 257    | 10位     | 2位        |
| 1960年 | ボーダー・リーヴァース | ロイ・サルヴァドーリ | アストンマーティン・DBR1/300             | S 3.0  | 306    | 3位      | 3位        |
| 1961年 | ボーダー・リーヴァース | ロイ・サルヴァドーリ | アストンマーティン・DBR1/300             | S 3.0  | 132    | DNF      | DNF        |

### F1
| 年     | エントラント | シャシー | エンジン                        | 1       | 2       | 3       | 4       | 5       | 6       | 7       | 8       | 9       | 10      | 11    | 12  | WDC  | ポイント |
| ------ | ------------ | -------- | ------------------------------- | ------- | ------- | ------- | ------- | ------- | ------- | ------- | ------- | ------- | ------- | ----- | --- | ---- | -------- |
| 1960年 | ロータス     | 18       | クライマックス FPF 2.5 L4       | ARG     | MON     | 500     | NED Ret | BEL 5   | FRA 5   | GBR 16  | POR 3   | ITA     | USA 16  |       |     | 10位 | 8        |
| 1961年 | ロータス     | 21       | クライマックス FPF 1.5 L4       | MON 10  | NED 3   | BEL 12  | FRA 3   | GBR Ret | GER 4   | ITA Ret | USA 7   |         |         |       |     | 7位  | 11       |
| 1962年 | ロータス     | 25       | クライマックス FWMV 1.5 V8      | NED 9   | MON Ret | BEL 1   | FRA Ret | GBR 1   | GER 4   | ITA Ret | USA 1   | RSA Ret |         |       |     | 2位  | 30       |
| 1963年 | ロータス     | 25       | クライマックス FWMV 1.5 V8      | MON 8   | BEL 1   | NED 1   | FRA 1   | GBR 1   | GER 2   | ITA 1   | USA 3   | MEX 1   | RSA 1   |       |     | 1位  | 54 (73)  |
| 1964年 | ロータス     | 25       | クライマックス FWMV 1.5 V8      | MON 4   | NED 1   | BEL 1   | FRA Ret | GBR 1   |         |         | ITA Ret |         |         |       |     | 3位  | 32       |
| 1964年 | ロータス     | 33       | クライマックス FWMV 1.5 V8      |         |         |         |         |         | GER Ret | AUT Ret |         | USA Ret | MEX 5   |       |     | 3位  | 32       |
| 1965年 | ロータス     | 33       | クライマックス FWMV 1.5 V8      | RSA 1   | MON     | BEL 1   |         | GBR 1   | NED 1   | GER 1   | ITA 10  | USA Ret | MEX Ret |       |     | 1位  | 54       |
| 1965年 | ロータス     | 25       | クライマックス FWMV 1.5 V8      |         |         |         | FRA 1   |         |         |         |         |         |         |       |     | 1位  | 54       |
| 1966年 | ロータス     | 33       | クライマックス FWMV 2.0 V8      | MON Ret | BEL Ret | FRA DNS | GBR 4   | NED 3   | GER Ret |         |         |         |         |       |     | 6位  | 16       |
| 1966年 | ロータス     | 43       | BRM P75 3.0 H16                 |         |         |         |         |         |         | ITA Ret | USA 1   | MEX Ret |         |       |     | 6位  | 16       |
| 1967年 | ロータス     | 43       | BRM P75 3.0 H16                 | RSA Ret |         |         |         |         |         |         |         |         |         |       |     | 3位  | 41       |
| 1967年 | ロータス     | 33       | クライマックス FWMV 2.0 V8      |         | MON Ret |         |         |         |         |         |         |         |         |       |     | 3位  | 41       |
| 1967年 | ロータス     | 49       | フォード・コスワース DFV 3.0 V8 |         |         | NED 1   | BEL 6   | FRA Ret | GBR 1   | GER Ret | CAN Ret | ITA 3   | USA 1   | MEX 1 |     | 3位  | 41       |
| 1968年 | ロータス     | 49       | フォード・コスワース DFV 3.0 V8 | RSA 1   | ESP     | MON     | BEL     | NED     | FRA     | GBR     | GER     | ITA     | CAN     | USA   | MEX | 11位 | 9        |

- 太字はポールポジション、斜字はファステストラップ。(key)

### アメリカン・オープン＝ホイール・レーシング

#### USAC・チャンピオンシップ
| 年     | チーム                               | シャシー             | エンジン                                       | 1   | 2      | 3        | 4   | 5   | 6   | 7     | 8   | 9   | 10      | 11      | 12  | 13  | 14  | 15  | 16  | 17  | 18  | 19  | 20  | 21     | 順位 | ポイント |
| ------ | ------------------------------------ | -------------------- | ---------------------------------------------- | --- | ------ | -------- | --- | --- | --- | ----- | --- | --- | ------- | ------- | --- | --- | --- | --- | --- | --- | --- | --- | --- | ------ | ---- | -------- |
| 1963年 | チーム・ロータス                     | ロータス・29         | フォード・プッシュロッド「インディアナポリス」 | TRE | INDY 2 | MIL      | LAN | TRE | ISF | MIL 1 | DSF | INF | TRE Ret | SAC     | PHX |     |     |     |     |     |     |     |     |        | 6位  | 1200     |
| 1964年 | チーム・ロータス                     | ロータス・34         | フォード・DOHCコンペティション                 | PHX | TRE    | INDY Ret | MIL | LAN | TRE | ISF   | MIL | DSF | INF     | TRE Ret | SAC | PHX |     |     |     |     |     |     |     |        | NC   | 0        |
| 1965年 | チーム・ロータス                     | ロータス・38         | フォード・DOHCコンペティション                 | PHX | TRE    | INDY 1   | MIL | LAN | PPR | TRE   | IRP | ATL | LAN     | MIL     | ISF | MIL | DSF | INF | TRE | SAC | PHX |     |     |        | 10位 | 1000     |
| 1966年 | STP・ガス・トリートメント            | ロータス・38         | フォード・DOHCコンペティション                 | PHX | TRE    | INDY 2   | MIL | LAN | ATL | PPR   | IRP | LAN | ISF     | MIL     | DSF | INF | TRE | SAC | PHX |     |     |     |     |        | NC   | 0        |
| 1967年 | チーム・ロータス                     | ロータス・38         | フォード・DOHCコンペティション                 | PHX | TRE    | INDY Ret | MIL | LAN | PPR | MOS   | MOS | IRP | LAN     | MTR     | MTR | ISF | MIL | DSF | INF | TRE | SAC | HAN | PHX |        | NC   | 0        |
| 1967年 | ヴォルシュテット・エンタープライゼス | ヴォルシュテット・67 | フォード・DOHCコンペティション                 |     |        |          |     |     |     |       |     |     |         |         |     |     |     |     |     |     |     |     |     | RSD 22 | NC   | 0        |

- 太字はポールポジション、斜字はファステストラップ。(key)

#### インディアナポリス500
| 年     | シャシー | エンジン | スタート | フィニッシュ | チーム                    |
| ------ | -------- | -------- | -------- | ------------ | ------------------------- |
| 1963年 | ロータス | フォード | 5        | 2            | チーム・ロータス          |
| 1964年 | ロータス | フォード | 1        | 24           | チーム・ロータス          |
| 1965年 | ロータス | フォード | 2        | 1            | チーム・ロータス          |
| 1966年 | ロータス | フォード | 2        | 2            | STP・ガス・トリートメント |
| 1967年 | ロータス | フォード | 16       | 31           | チーム・ロータス          |

### タスマンシリーズ
| 年     | エントラント                       | シャシー      | エンジン                        | 1       | 2       | 3       | 4       | 5     | 6     | 7     | 8     | 順位 | ポイント |
| ------ | ---------------------------------- | ------------- | ------------------------------- | ------- | ------- | ------- | ------- | ----- | ----- | ----- | ----- | ---- | -------- |
| 1965年 | チーム・ロータス                   | ロータス・32B | クライマックス FPF 2.5 L4       | PUK Ret | LEV 1   | WIG 1   | TER 1   | WAR 1 | SAN 2 | LON 5 | LAK 1 | 1位  | 35 (44)  |
| 1966年 | チーム・ロータス                   | ロータス・39  | クライマックス FPF 2.5 L4       | PUK Ret | LEV 2   | WIG Ret | TER Ret | WAR 1 | LAK 3 | SAN 2 | LON 7 | 3位  | 25       |
| 1967年 | チーム・ロータス                   | ロータス・33  | クライマックス FWMV 2.0 V8      | PUK 2   | LEV 1   | WIG 1   | TER 1   | LAK 1 | WAR 2 | SAN 1 | LON 2 | 1位  | 45       |
| 1968年 | チーム・ロータス                   | ロータス・49T | フォード・コスワース DFW 2.0 V8 | PUK Ret | LEV Ret |         |         |       |       |       |       | 1位  | 44       |
| 1968年 | ゴールド・リーフ・チーム・ロータス | ロータス・49T | フォード・コスワース DFW 2.0 V8 |         |         | WIG 1   | TER 2   | SUR 1 | WAR 1 | SAN 1 | LON 5 | 1位  | 44       |

- 太字はポールポジション、斜字はファステストラップ。(key)

### フォーミュラ2
| 年     | エントラント                       | シャシー     | エンジン           | 1        | 2        | 3       | 4       | 5       | 6       | 7       | 8       | 9      | 10      | 11    | 12    | 13    |
| ------ | ---------------------------------- | ------------ | ------------------ | -------- | -------- | ------- | ------- | ------- | ------- | ------- | ------- | ------ | ------- | ----- | ----- | ----- |
| 1960年 | チーム・ロータス                   | ロータス・18 | クライマックス FPF | BRX Ret  | AIN Ret1 | SOL 8   | BRH 1   |         |         |         |         |        |         |       |       |       |
| 1964年 | ロン・ハリス・チーム・ロータス     | ロータス・32 | コスワース SCA     | PAU 1    | NÜR 1    | MAL 1   | PAL 10  | RMS 4   | BRH 1   | KAN 2   | ALB Ret | OUL 2  |         |       |       |       |
| 1965年 | ロン・ハリス・チーム・ロータス     | ロータス・35 | コスワース SCA     | MAL DNS2 | SNE 3    | PAU 1   | LON 1   | RMS 3   | ROU 1   | KAN Ret | BRH 1   | OUL 6  | ALB 1   |       |       |       |
| 1966年 | ロン・ハリス・チーム・ロータス     | ロータス・35 | コスワース SCA     | OUL DNS2 | SMT Ret  | PAU 7   |         |         |         |         |         |        |         |       |       |       |
| 1966年 | ロン・ハリス・チーム・ロータス     | ロータス・44 | コスワース SCA     |          |          |         | BAR Ret | KAN 3   | FIN 3   | MNT 2   | BUG 6   | ALB NC | BRH 3   |       |       |       |
| 1967年 | チーム・ロータス                   | ロータス・48 | コスワース FVA     | PAU 4    | BAR 1    | NÜR Ret | ZOL 2   | RMS Ret | ROU Ret | TUL Ret | JAR 1   | KAN 3  | PER Ret | FIN 1 | HÄM 3 | ALB 3 |
| 1968年 | ゴールド・リーフ・チーム・ロータス | ロータス・48 | コスワース FVA     | BAR Ret  | HOC Ret  |         |         |         |         |         |         |        |         |       |       |       |

- 太字はポールポジション、斜字はファステストラップ。(key)
- 1 : イネス・アイルランド（英語版）がクラークの車両を引き継ぎ9位でフィニッシュした。
- 2 : 悪天候のためレースが中止となった。